# Virginia Hanglin
Virginia Susana Hanglin (Ramos Mejía, Buenos Aires; 21 de noviembre de 1948) es una conductora de radio y TV argentina. Empezó siendo modelo pero con el tiempo se fue acercando a los medios. Es hermana de Rolando Hanglin y estuvo en pareja con el periodista Daniel Mendoza con quien tuvo una hija.

## Trayectoria

### Televisión
Su primer rol importante lo tuvo cuando Adolfo Castelo la convocó para Semanario Insólito, programa pionero en mezclar periodismo con humor. Allí, compartió pantalla con el mismo Castelo, Raúl Becerra y Raúl Portal.
Formó parte del primer panel de 20 mujeres. En 1984 condujo el magazine Por la tarde, en Canal 13. En 1985 condujo La Hora de los Juegos con Raúl Portal y Enrique Alejandro Mancini, en Canal 11.

En 1988, volvió a formar dupla con Raúl Portal para el programa Los juegos del terror. Ese mismo año, animó junto con Jorge Rossi: De aquí para allá, donde tenía como segmentos el primer campeonato de videojuegos y Cantaniños. También fue la conductora de Los juegos del 3, en Rosario.
En 1990, condujo Nuestra Casa en el canal 2 de La Plata, y ATC junto a Carlos Garaycochea humorista y dibujante partidos amistosos previos al Mundial de Basquetbol Argentina 1990  y posteriormente también en el canal de cable TVA. En 1992, condujo el programa Vecinas junto a una desconocida Susana Roccasalvo.

### Cine
En cine, su única incursión fue en 1982, cuando trabajó en Los pasajeros del jardín, película de Alejandro Doria.

### Radio
Debutó con Oscar Gómez Castañón.
A principios de la década de 1990, formó parte de Radio Buenos Aires.
Más tarde acompañó a Juan Alberto Mateyko en Radio Nacional. Y por la misma radio, en 1999, condujo El Balcón, junto a Marcelo Simón.
De 2003 a 2011, condujo Voy y vengo, primero en Radio La Red y luego en Radio Del Plata.
Desde 2011, conduce Un Apellido de Radio en 92.3 La Radio, lo que le valió el premio Martín Fierro a Labor en conducción femenina en Radio.

### Revistas
En gráfica trabajó para las revistas Para ti y Gente -de la que también fue tapa en su etapa de modelo-.